# Spoorlijn Spišská Nová Ves – Levoča
De spoorlijn Spišská Nová Ves – Levoča (lijnnummer 186) is een enkelsporige secundaire spoorlijn in Slowakije die Spišská Nová Ves en Levoča met elkaar verbindt. De lijn is aangelegd met normaalspoor, is betrekkelijk kort (12,6 km) en is niet geëlektrificeerd. Op de regionale spoorkaart is deze lijn aangeduid met het nummer 14. 

De spoorlijn Spišská Nová Ves – Levoča ligt in het noordoosten van Slowakije, en verbindt Levoča met de noordelijke dwarslijn.

## Geschiedenis
Spoorlijn 180 (Košice-Bohumín) werd aangelegd via Spišská Nová Ves ten nadele van Levoča (1872). De ontwikkeling van het spoorvervoer naar Spišská Nová Ves opende immers nieuwe perspectieven voor ondernemingen. Dientengevolge bleef Levoča -dat een belangrijke stad was in de historische regio Spiš- buiten het spoorwegnet. De verplaatsingen tussen Levoča en lijn 180 werden in die tijd mogelijk gemaakt door een omnibusdienst (paard en koets), die operationeel was vanaf 1872: het jaar waarin lijn 180 in dienst werd gesteld.
De stad Levoča ondernam pogingen om een concessie te verkrijgen, voor de bouw van een spoorweg die Levoča met lijn 180 zou verbinden. Twintig jaar later, nadat een toestemming was verkregen, begon op 1 november 1891 de aanleg van het spoor (12,6 km).
De oorsprong van de nieuwe lijn lag in het reeds bestaande station Spišská Nová Ves. Het traçé volgde een bocht door de gemeente Harichovce. Vervolgens ging het noordwaarts en ten slotte eindigde het in het zuidelijke deel van Levoča.
Op 8 november 1892 werd lijn nummer 186 plechtig in dienst gesteld. De bouwkosten bedroegen 1 miljoen kronen.

## Treindienst
Ruim 110 jaar later werd op 2 februari 2003 -ongeacht het verzet van de plaatselijke inwoners- het regelmatig verkeer van reizigerstreinen opgeschort.
Er is jaarlijks uitzonderlijk reizigersverkeer ter gelegenheid van een belangrijke bedevaart in Levoča.
Het goederenverkeer blijft gehandhaafd.

## Stations en haltes

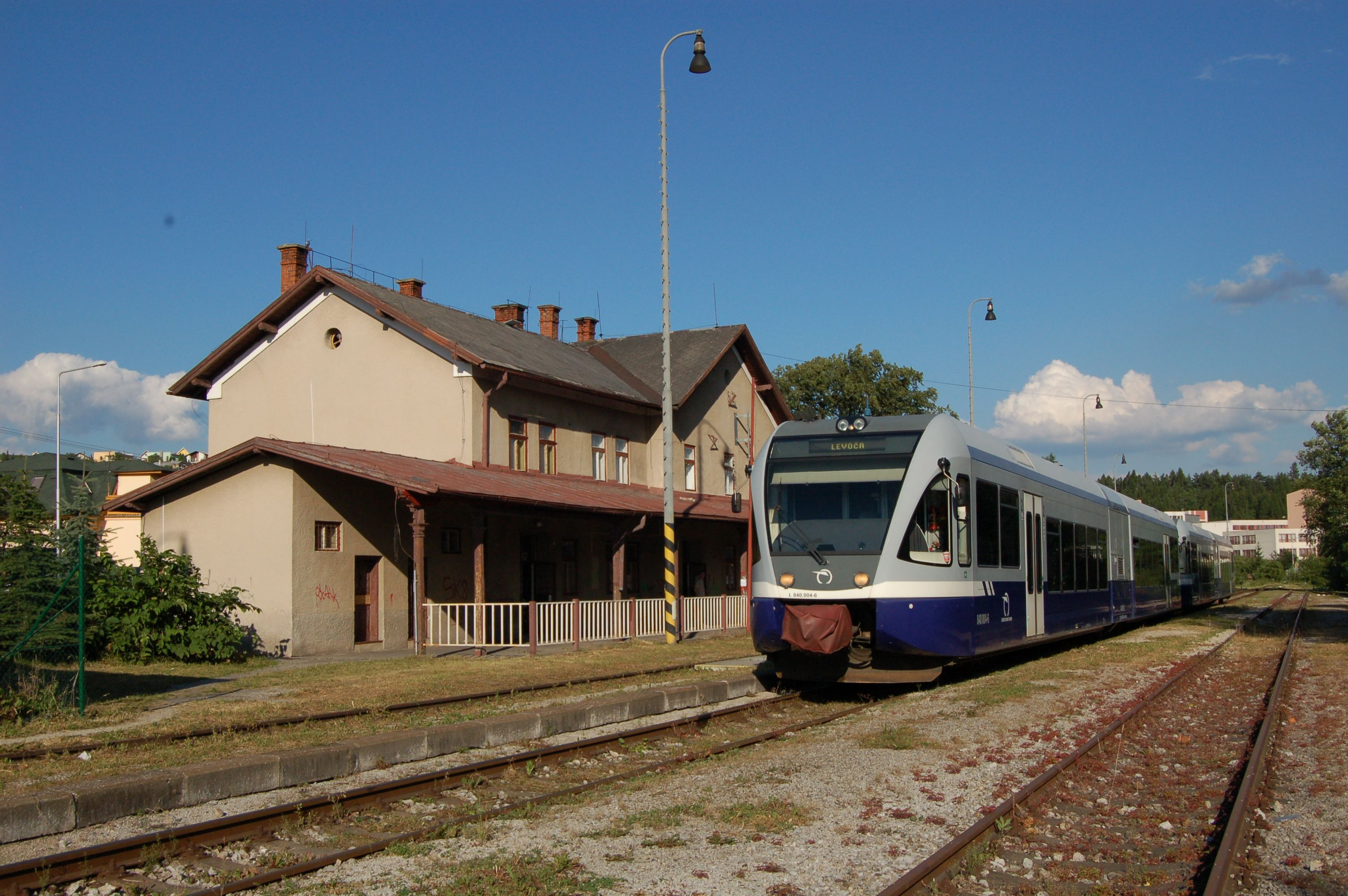
Een bedevaarderstrein in station Levoča op zaterdag, 3 juli 2010.

| Afstandspunt | Station/stopplaats | Commentaar |
| ------------ | ------------------ | --- |
| 0,000        | Spišská Nová Ves   | Vertakking naar lijn 180 (Žilina – Košice). Zetel van de verkeersleider voor het traject Levoča - Spišská Nová Ves. |
|              |                    | onderbrugging voor de waterloop Štvrtocký potok                                                                     |
| 5,315        | Harichovce         | |
|              |                    | onderbrugging voor de waterloop Levočský potok                                                                      |
| 12,656       | Levoča             | |